# Brevadel
Brevadel er adel, som hidrører fra et adelspatent, givet af en monark eller anden fons honorum. Brevadelen indførtes i Danmark i 1671, hvor den enevældige konge, Christian 5., ved en forordning gav mulighed for oprettelse af grevskaber og baronier.
Den oprindelige modsætning til brevadel er uradel – adel, som "altid" har været adel.
Senere er sværdadel og embedsadel kommet til – folk, som er adelige i kraft af deres militære eller civile stilling.
| Historie | Spire Denne historieartikel er en spire som bør udbygges. Du er velkommen til at hjælpe Wikipedia ved at udvide den. |